# Церковь Сретения Господня (Мечётка)
Церковь Сретения Господня — православный храм Борисоглебской епархии, находится в селе Мечётка Воронежской области.

## История
В 1788 году в селе Мечётка была возведена каменная церковь Вознесения Господня, которая до наших дней не сохранилась. В 1908 году в селе началось возведение новой церкви, которое окончилось в 1912 году — храм был освящён в честь праздника Сретения Господня с приделами в честь святителя Митрофана Воронежского и святителя Николая Мирликийского. Храм сельчане называли «Красная церковь» по цвету кирпича.
В 1930 году церковь была закрыта. Храм сначала использовались как колхозный клуб, а затем он был отдан в ведение находящейся поблизости школы и использовался ею в качестве склада и спортивного зала. Спустя 60 лет, в 1990 году запущенный и полуразрушенный храм был передан Воронежской епархии, в нём возобновилось богослужение: совершается Божественная литургия, исполняются требы. В 1994 году он был признан памятником архитектуры.
Окормляет приход священник Алексий Ботвинков (настоятель Митрофановского храма села Хреновое Бобровского района Воронежской области). До того в храме в одиночку служил престарелый о. Николай (Горшков), ныне отправленный епархиальными властями на покой за штат в связи с преклонных возрастом.